# 229 a.C.

## Eventos
- Lúcio Postúmio Albino, pela segunda vez, e Cneu Fúlvio Centúmalo, cônsules romanos.
- Termina a Primeira Guerra Ilírica.